# Rainer Schmidt
Rainer Schmidt (n. 1964) es un violinista alemán.

## Biografía
Rainer Schmidt estudió violín con el profesor Atila Aydintan en Hannover (Alemania) y con Dorothy Delay y Kurt Sassmannhaus en Cincinnati (Estados Unidos).
Fue también en Cincinnati donde comenzó a estudiar con Walter Levin, integrante del Cuarteto La Salle, que se convirtió en una figura imprescindible en su formación artística. Más tarde Nikolaus Harnoncourt , Tatjana Gridenko e Ivry Gitlis influyeron en su acercamiento a la música.
Durante los últimos años Rainer Schmidt se ha concentrado fundamentalmente en la música de cámara, cuartetos de cuerda y tríos con piano. Desde 1987, como miembro del Cuarteto Hagen, actúa con regularidad en cuatro continentes y es invitado a destacados festivales como los de Salzburgo, Viena, Berlín y Edimburgo. Además ha grabado más de 20 CD con esta agrupación camerística en exclusiva para Deutsche Grammophon, muchos de los cuales han recibido galardones internacionales como el “Gran Prix du Disque”.
En 1989 fue cofundador del Trío Ravinia con el que ha actuado en numerosos países europeos, en Estados Unidos y en Japón, realizando grabaciones con él, con gran éxito de crítica.
Rainer Schmidt ha actuado con artistas como Tatjana Gridenko, Gidon Kremer, Gérard Caussé, Tabea Zimmermann, Heinrich Schiff, Mischa Maisky, Boris Pergamentschikov y muchos otros.
Durante los últimos años ha vuelto a actuar en recitales, en conciertos con orquestas y formando dúo con la pianista Saiko Sasaki. En sus repertorios hay una significativa presencia de obras contemporáneas, que interpreta con grupos como la Ensemble Modern, el Trío Ravinia y en sus actuaciones como solista.
Desde el año 2003 es profesor titular de la Cátedra de violín en la Escuela Superior de Música Reina Sofía de Madrid.
Actualmente desempeña su cargo como Profesor/Jefe de Departamento, Cuartetos de Cuerda del Instituto Internacional de Música de Cámara de Madrid.